# 拉费
拉费（法語：La Faye，法語發音：[la fɛ]）是法国夏朗德省的一个市镇，属于孔福朗区。

## 地理
拉费（46°1'13"N, 0°8'48"E）面积13.44 平方千米，位于法国新阿基坦大区夏朗德省，该省份为法国西部内陆省份，北起德塞夫勒省和维埃纳省，东临上维埃纳省，东南至多尔多涅省，南至多爾多涅省，西接滨海夏朗德省。
与拉费接壤的市镇（或旧市镇、城区）包括：贝尔纳克、拉谢夫勒里、赖克斯、吕费克、维勒法尼昂、库尔科姆。

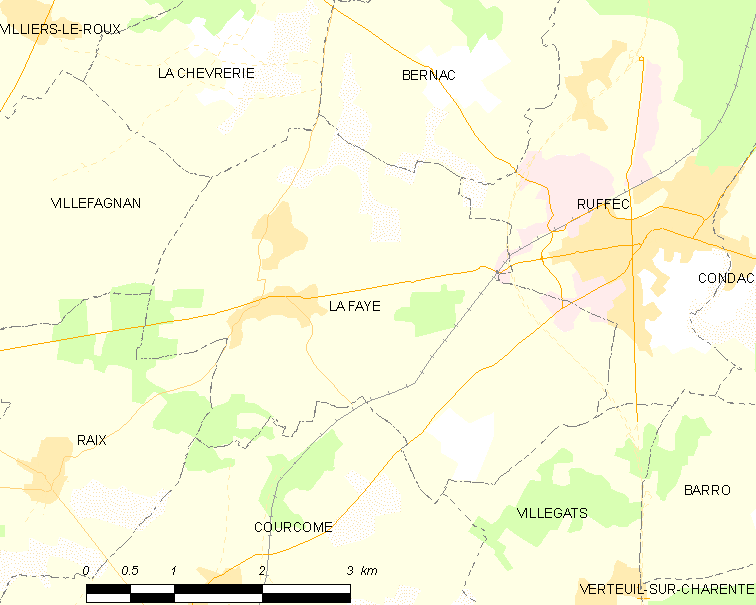
拉费的OSM定位图

拉费的时区为UTC+01:00、UTC+02:00（夏令时）。

## 行政
拉费的邮政编码为16700，INSEE市镇编码为16136。

## 政治
拉费所属的省级选区为夏朗德北县。

## 人口

1962-2008年间拉费人口变化图示

拉费于2022年1月1日时的人口数量为595人。